# Trash (canción de Suede)
«Trash» (en español: «Basura») es el primer sencillo del álbum Coming Up de Suede, lanzado el 29 de julio de 1996, en Nude Records. Es el primer sencillo en el que todas las canciones fueron escritos sin el guitarrista Bernard Butler, Richard Oakes ya había ocupado su lugar. El sencillo está empatado con "Stay Together", como trazado más alto de la banda en el número tres, sin embargo, vendió más que el sencillo anterior, por lo que es su sencillo más vendido. La canción significó un cambio radical en el sonido de la banda, ya que pasaron de pop glam-inducida sombrío y teatral.
La versión sencillo de "Trash" llegó al #3 en UK Singles Chart en 1996. La canción fue la banda primer número en el extranjero uno, llegando a la cima de las listas en Finlandia.

## Video musical
El video de la canción del título fue filmada en Elstree Studios y fue dirigido por David Mould. Al igual que el video de "New Generation", cuenta con toda la banda tocando en una habitación llena de gente, pero esta vez, la gente en la habitación, así como el ajuste es mucho más atractivo. El video también marca la primera aparición de un nuevo miembro, el teclista banda Neil Codling.

## Lista de canciones
Todas las canciones de Brett Anderson y  Richard Oakes salvo que se indique lo contrario.
CD1
1. «Trash»
2. «Europe Is Our Playground» (Anderson, Mat Osman)
3. «Every Monday Morning Comes»

CD2
1. «Trash»
2. «Have You Ever Been This Low?»
3. «Another No One» (Anderson)

7"
1. «Trash»
2. «Europe Is Our Playground» (Anderson, Osman)